# Elaptus pilosicollis
Elaptus pilosicollis är en skalbaggsart som beskrevs av Wilson 1923. Elaptus pilosicollis ingår i släktet Elaptus och familjen långhorningar. Inga underarter finns listade i Catalogue of Life.